# 3576 Ґаліна
3576 Ґаліна (3576 Galina) — астероїд головного поясу, відкритий 26 лютого 1984 року.
Тіссеранів параметр щодо Юпітера — 3,497.